# Ambatondrazaka
 (décembre 2017).
Si vous disposez d'ouvrages ou d'articles de référence ou si vous connaissez des sites web de qualité traitant du thème abordé ici, merci de compléter l'article en donnant les références utiles à sa vérifiabilité et en les liant à la section « Notes et références ».
Ambatondrazaka est une ville de Madagascar, située dans la province de Tamatave. Elle est le chef-lieu de la région d'Alaotra-Mangoro et du district d'Ambatondrazaka.

## Géographie

### Site et situation
La ville d'Ambatondrazaka se trouve dans la région du lac Alaotra, vaste plaine rizicole située au Nord Est de la capitale.
De petites collines ou tanety entourent cette plaine. Des phénomènes d'érosion (dus notamment à une déforestation massive) forment des lavaka, déchirant leur flanc. Les conséquences environnementales sont nombreuses : ensablement des rizières, diminution du niveau du lac et donc des ressources halieutiques...

### Morphologie urbaine
La ville d'Ambatondrazaka est schématisée géographiquement en une figure de "t" géométrique, divisée en deux zones distinctes. 
La première qui est située sur une hauteur constituant le pied de la ville et surtout la plus ancienne car elle renferme les premières structures d'une ville dans les années soixante, voire pendant la colonisation - en 2010, la ville avait rendu hommage aux anciens magistrats de la ville et les 50 années d'appellation « commune urbaine ».
La seconde zone composée par les aires d'habitation récentes des années 1980-90, considérée comme une zone d'immigration des populations environnantes, montrant la tige de la lettre. En saison pluvieuse, elle subit la montée des eaux mais ne risque pas l'inondation comme celle qui avait ravagé les habitations autour du plus grand lac de Madagascar, le lac Alaotra en 1959. Avant les années 1980, de l'ère socialiste du régime Ratsiraka, la ville avait son propre cinéma populaire -sur la place publique- pour éduquer les plus jeunes, en dehors des salles payantes, une piscine municipale fréquentée par beaucoup de gens de la ville et même des étrangers. 
À l'époque, nombreux furent les athlètes qui pouvaient s'entraîner dans les stades communaux mais aux normes acceptables.
Tout le monde pouvait profiter de l'ambulance de la commune urbaine pour aller vers un hôpital plus ou moins équipé. Plusieurs membres de l'élite malgache furent originaires de cette ville ou du moins y avaient vécu pour une scolarité ou autre motif, pour ne citer que le défunt chef de province de Tamatave, Norbert Ranohavimanana dont le lycée de ville honore son nom, ou Jean Théodore Plusieurs Ranjivason qui fut fois ministre et membre du CST pendant la Transition. 
Un plan d'urbanisme est élaboré en 2010 par la commune urbaine d'Ambatondrazaka, mais son exécution dépend largement des disponibilités financières de l'administration de la ville dont le maire est un avocat formé à l'université de Madagascar.

### Fonctions

#### Fonctions tertiaires
À Ambatondrazaka, les fonctions de transport sont en nette diminution : la voie ferrée qui relie la ville à Moramanga, elle-même desservie la ligne Tananarive-Côte Est, n'est plus ouverte, les trains de marchandises ne fonctionnent plus qu'en fonction de la demande. La ville dispose d'un aéroport doté d'une piste d'atterrissage. Depuis octobre 2019, Tsaradia (en) (filiale d'Air Madagascar) dessert régulièrement Ambatondrazaka par 2 vols hebdomadaires au départ d'Antananarivo et de Toamasina.
Le commerce est marqué pour l'essentiel par les activités de collecte des produits de l'agriculture et de leur exportation hors de la région. Ces activités ont une extension limitée, qui est loin d'être régionale, comme on pourrait le penser. On retrouve une activité de commerce dans l'autre sens, qui achemine les produits manufacturés et autres marchandises, intrants agricoles et vétérinaires. Les institutions financières se rattachent à ces activités.
Ambatondrazaka a une fonction administrative, liée à sa fonction de chef-lieu régional. On y trouve toutes les représentations déconcentrées des ministères. 
Les fonctions de police et de défense sont également représentées : il y a un commissariat de police, et la gendarmerie est représentée par un état-major groupement de gendarmerie, une compagnie, et un peloton mobile.

## Toponymie
Du point de vue étymologique, Ambatondrazaka est composé de deux mots : vato qui signifie « pierre » en malgache, et Razaka qui fait directement référence au serment de Razaka (voir Histoire).

## Histoire
Selon la tradition orale, Ambatondrazaka a été fondée par Randriambololona et ses trois enfants : Raseheno, Ramiangaly, et Razaka. Ils s’y établirent vers la fin du XVIIIe siècle. La ville doit son nom à Razaka qui, sans prospérité, a adopté les enfants de ses deux sœurs en prêtant serment devant une pierre levée (en malgache « Vato ») à Andohatanjona. Une reconstitution de cette pierre levée a été élevée sur le même endroit en 1976.
Mais Ambatondrazaka ne commence à figurer dans l’histoire que vers le début du XIXe siècle, avec la conquête du pays Sihanaka en 1823, par Radama Ier, roi d'Émyrne. La ville a été ensuite choisie pour devenir le chef-lieu de la province nouvellement créée et a été placée sous la direction d’un gouverneur, qui a établi sa résidence sur le site originel de la ville, le hameau Andohatanjona (Nord-Est de l'agglomération actuelle). Le pouvoir royal merina y a également construit un palais (rova) (à l’emplacement de l'actuelle prison) et y a déposé un sampy (fétiche traditionnel) pour marquer son autorité. Andohatanjona devint le quartier administratif, à partir duquel la ville s'est étendue par la suite.
Les quartiers actuels d’Atsimondrova, Avaradrova-Est et Avaratra (Nord) forment le noyau urbain de la commune.

## Population et démographie
Ambatondrazaka comptait 75 675 habitants en 2004, et sa croissance démographique est d'environ 3 % par an.
| 67 307                                 | 69 189 | 71 855 | 73026 | 75675 |
| Source : PCD de la CU d'Ambatondrazaka |        |        |       |       |

## Évêché
Le diocèse est créé le 9 juin 1959. Sa partie septentrionale (Ambatondrazaka, Andilamena) faisait partie de l'archidiocèse de Diégo-Suarez et la partie australe (Moramanga, Anosibe an'Ala et Anjiro-Gare T.C.E) était rattachée à l'archidiocèse de Tananarive. Cette dernière partie est détachée du diocèse d'Ambatondrazaka et est érigée en diocèse indépendant en 2006, avec comme chef-lieu Moramanga.
Le Père Auguste Fortineau (Cssp) est le fondateur de la mission d'Alaotra. L'anticléricalisme du pouvoir colonial du début du XXe siècle rend difficile la propagation de la foi catholique. Le 25 mai 1913 marque le véritable commencement de la Mission catholique à Ambatondrazaka. En janvier 1953, les Pères Trinitaires (osst) remplacent les Pères Spiritains (cssp) et en août 1959, ils suppléent les Pères Jésuites (S.J.) et les Diocésains dans le sud du diocèse.

## Administration
- Aéroport d'Ambatondrazaka

## Personnalités liées à la commune
- Elie Rajaonarison (1951-2010) poète, professeur, ancien secrétaire général du ministère de la culture est natif du lieu.